# Форбен-Жансон, Туссен де
Туссен де Форбен де Жансон (фр. Toussaint de Forbin de Janson; 1 октября 1631, Прованс, королевство Франция — 24 марта 1713, Париж, королевство Франция) — французский кардинал. Титулярный епископ Филадельфии Аравийской и коадъютор Диня, с правом наследования, с 5 июля 1655 по 14 апреля 1664. Епископ Диня с 14 апреля 1664 по 9 июля 1668. Епископ Марселя с 9 июля 1668 по 25 сентября 1679. Епископ Бове с 25 сентября 1679 по 24 марта 1713. Посол Франции при Святом Престоле с 1700 по 1706. Камерленго Священной Коллегии кардиналов с 23 января 1702 по 15 января 1703. Великий раздатчик милостыни Франции с 1706 по 1713. Кардинал-священник с 13 февраля 1690, с титулом церкви Сант-Аньезе-фуори-ле-Мура с 10 июля 1690 по 28 сентября 1693. Кардинал-священник с титулом церкви Сан-Каллисто с 28 сентября 1693.